# Гончарний провулок (Житомир)
Гончарний провулок — провулок у Богунському районі міста Житомира.

## Розташування та забудова
Провулок розташований в північній частині Старого міста, історична назва якої «Новоє Строєніє» («Нова Будова»), у місцевості Гончарна Слобода.
Забудова, що адресована до провулку — малоповерхова та садибна житлова. Провулок зусібіч оточують ділянки багатоповерхової житлової та громадської забудови.
Провулок бере початок з прибудинкової території багатоповерхового житлового будинку № 35 по вулиці Михайла Грушевського, прямує у північно-західному напрямку та завершується з'єднанням зі Старогончарною вулицею.

## Історія
У першій половині XIX ст. провулок існував як дорога, що оминала місто з північного сходу та поєднувала Київську вулицю з Гончарним хутором, забудова якого розташовувалася у тому числі обабіч Гончарного провулка. Дорога показана, зокрема, на плані міста 1852 року.
До кінця 1960-х років провулок брав початок з вулиці Котовського (нині вулиця Михайла Грушевського). Вихід провулку до тодішньої вулиці Котовського перекрив збудований в 1968 році багатоповерховий житловий будинок.
Назва провулку є історичною. Зустрічалася також назва Новогончарний провулок.
Історична забудова провулка сформувалася протягом XIX ст.